# Myotis atacamensis
El murciélago orejas de ratón de Atacama (Myotis atacamensis) es a una especie de murciélago del género Myotis. Myotis es el más variado de todos los géneros mamíferos, con más de 90 especies.

## Descripción
Presenta pelaje grisáceo. Poseen alas cortas y anchas, adaptadas para la caza de insectos en pleno vuelo (principalmente Dípteros). La cola se encuentra incluida en el uropatagio.

## Distribución geográfica
Norte de Chile hasta Atacama, sur de Perú.

## Hábitat
Suele dormir en zonas rocosas, cavidades de los árboles y cerca de cursos de agua.